# كيت كورتني
كيت كورتني (بالإنجليزية: Kate Courtney)‏ هي دراجة أمريكية، ولدت في 29 أكتوبر 1995 في سان فرانسيسكو في الولايات المتحدة.

## وصلات خارجية
- الموقع الرسمي
- كيت كورتني على موقع أرشيف الدراجات (الإنجليزية)
- كيت كورتني على موقع CycleBase (الإنجليزية)
- كيت كورتني على موقع MTB Data (الإنجليزية)
- كيت كورتني على موقع أوليمبيديا (الإنجليزية)